# Ribaforada
Ribaforada település Spanyolországban, Navarra autonóm közösségben. Ribaforada Ablitas, Fontellas, Cabanillas, Fustiñana, Buñuel és Cortes községekkel határos. Lakosainak száma 3701 fő (2024).

## Népesség
A település népessége az elmúlt években az alábbi módon változott:
| Lakosok száma | 3249 | 3416 | 3466 | 3638 | 3698 | 3687 | 3704 | 3750 | 3721 | 3701 |
|               | 2001 | 2004 | 2007 | 2009 | 2012 | 2014 | 2017 | 2019 | 2022 | 2024 |